# XXIII Giochi olimpici invernali
I XXIII Giochi olimpici invernali (in coreano: 제23회 동계 올림픽, Jeisipsamhoe Donggye Ollimpik), noti anche come Pyeongchang 2018, si sono svolti nella contea di Pyeongchang, nella Corea del Sud, dal 9 al 25 febbraio 2018. Nella stessa località si sono tenuti anche i XII Giochi paralimpici invernali.

## Assegnazione
L'elezione della città organizzatrice dei giochi si è tenuta il 6 luglio 2011 a Durban (Sudafrica), durante la 123ª sessione del Comitato Olimpico Internazionale. Le tre finaliste erano state Annecy, Monaco di Baviera e Pyeongchang. Quest’ultima raggiunse la maggioranza assoluta dei voti alla prima votazione, venendo così scelta immediatamente.
| Luogo             | Paese         | 1º voto |
| ----------------- | ------------- | ------- |
| Pyeongchang       | Corea del Sud | 63      |
| Monaco di Baviera | Germania      | 25      |
| Annecy            | Francia       | 7       |

## Sviluppo e preparazione

### Organizzazione
Il 5 agosto 2011, il Comitato Olimpico Internazionale (CIO) ha annunciato la formazione della Commissione di coordinamento di Pyeongchang 2018. Il 4 ottobre 2011 è stato annunciato che il Comitato organizzatore delle Olimpiadi invernali del 2018 sarebbe stato guidato da Kim Jin-sun. Il Comitato Organizzatore di Pyeongchang per i Giochi Olimpici e Paralimpici Invernali del 2018 (POCOG) è stato lanciato durante la sua assemblea inaugurale il 19 ottobre 2011. I primi compiti del comitato organizzatore sono stati mettere insieme un piano generale per i Giochi e formulare un progetto per luoghi. La Commissione di coordinamento del CIO per le Olimpiadi invernali del 2018 ha effettuato la sua prima visita a Pyeongchang nel marzo 2012. A quel punto, la costruzione del Villaggio Olimpico era già in corso. Nel giugno 2012 è iniziata la costruzione di una linea ferroviaria ad alta velocità che collegherebbe Pyeongchang a Seoul.

### Sedi di gara

Mappa della parte orientale della provincia di Gangwon con evidenziate le sedi di gara dei Giochi

Le gare sono state ospitate in due sedi: un comprensorio sciistico montano e la città costiera di Gangneung. Nel primo si sono svolte le prove sciistiche e le gare di bob, skeleton e slittino, nella seconda le gare di pattinaggio e i tornei di hockey e curling.
| Impianto                           | Città         | Sport                                                     | Inaugurazione | Capacità |
| ---------------------------------- | ------------- | --------------------------------------------------------- | ------------- | -------- |
| Centro di biathlon di Alpensia     | Daegwallyeong | Biathlon                                                  | 1998          | 7 500    |
| Stadio del salto di Alpensia       | Daegwallyeong | Combinata nordica (salto con gli sci), salto con gli sci  | 2008          | 11 000   |
| Centro di sci di fondo di Alpensia | Daegwallyeong | Combinata nordica (sci di fondo), sci di fondo            | 1998          | 7 500    |
| Alpensia Sliding Centre            | Daegwallyeong | Bob, slittino, skeleton                                   | 2017          | 7 000    |
| Arena del ghiaccio di Gangneung    | Gangneung     | Pattinaggio di figura, short track                        | 2016          | 12 000   |
| Bokwang Phoenix Park               | Bongpyeong    | Freestyle, snowboard                                      | 1995          | 18 000   |
| Centro hockey di Gangneung         | Gangneung     | Hockey sul ghiaccio                                       | 2017          | 10 000   |
| Centro hockey di Kwandong          | Gangneung     | Hockey sul ghiaccio                                       | 2017          | 6 000    |
| Centro curling di Gangneung        | Gangneung     | Curling                                                   | 1998          | 3 500    |
| Ovale di Gangneung                 | Gangneung     | Pattinaggio di velocità                                   | 2017          | 8 000    |
| Arena alpina di Jeongseon          | Bukpyeong     | Sci alpino (discesa libera, supergigante, supercombinata) | 2016          | 6 000    |
| Stadio Olimpico di Pyeongchang     | Daegwallyeong | Cerimonie di apertura e di chiusura                       | 2017          | 35 000   |
| Yongpyong                          | Daegwallyeong | Sci alpino (slalom gigante, slalom speciale)              | 1998          | 6 000    |

#### Altre sedi
- Villaggio olimpico di Pyeongchang
- Villaggio olimpico di Gangneung

### Simboli

#### Torcia
Il passaggio della torcia è iniziato il 24 ottobre 2017 in Grecia ed è durato 101 giorni, terminando con l'inizio delle Olimpiadi il 9 febbraio 2018. La torcia olimpica è entrata in Corea del Sud il 1º novembre 2017. C'erano 7.500 tedofori a rappresentare la popolazione coreana complessiva di circa 75 milioni di persone. C'erano anche 2.018 corridori di supporto per custodire la torcia e fungere da messaggeri.

#### Medaglie
Il design delle medaglie dei Giochi è stato svelato il 21 settembre 2017. Creato da Lee Suk-woo, il design presenta un motivo di creste diagonali su entrambi i lati, con gli anelli olimpici sul davanti e il dritto che mostra l'emblema delle Olimpiadi del 2018, il nome dell'evento e la disciplina.

## I Giochi

### Paesi partecipanti
92 nazioni hanno preso parte ai Giochi olimpici. Ecuador, Eritrea, Kosovo, Malesia, Nigeria e Singapore hanno preso parte per la prima volta nella storia ai Giochi olimpici invernali.
- Albania (2)
- Andorra (5)
- Argentina (6)
- Armenia (3)
- Atleti Olimpici dalla Russia (169)
- Australia (51)
- Austria (105)
- Azerbaigian (1)
- Belgio (21)
- Bermuda (1)
- Bielorussia (21)
- Bulgaria (33)
- Bolivia (2)
- Bosnia ed Erzegovina (4)
- Brasile (9)
- Canada (227)
- Cile (7)
- Cina (81)
- Cipro (1)
- Colombia (4)
- Croazia (19)
- Corea unificata (35)
- Corea del Nord (2)
- Corea del Sud (121)
- Danimarca (17)
- Ecuador (1)
- Eritrea (1)
- Estonia (22)
- Filippine (2)
- Finlandia (106)
- Francia (107)
- Ghana (1)
- Georgia (4)
- Germania (156)
- Giamaica (3)
- Gran Bretagna (59)
- Giappone (124)
- Hong Kong (1)
- India (2)
- Israele (10)
- Islanda (5)
- Iran (4)
- Irlanda (5)
- Italia (122)
- Kazakistan (46)
- Kenya (1)
- Kirghizistan (1)
- Kosovo (1)
- Libano (3)
- Liechtenstein (3)
- Lituania (9)
- Lettonia (34)
- Lussemburgo (1)
- Macedonia (3)
- Madagascar (1)
- Malta (1)
- Marocco (2)
- Malaysia (2)
- Messico (4)
- Moldavia (2)
- Mongolia (2)
- Monaco (4)
- Montenegro (3)
- Nigeria (3)
- Norvegia (109)
- Nuova Zelanda (21)
- Paesi Bassi (34)
- Pakistan (2)
- Polonia (62)
- Portogallo (2)
- Porto Rico (1)
- San Marino (1)
- Rep. Ceca (95)
- Romania (27)
- Serbia (4)
- Singapore (1)
- Slovacchia (59)
- Slovenia (71)
- Spagna (12)
- Stati Uniti (242)
- Sudafrica (1)
- Svezia (199)
- Svizzera (170)
- Taipei Cinese (4)
- Thailandia (4)
- Timor Est (1)
- Togo (2)
- Tonga (1)
- Turchia (8)
- Ucraina (33)
- Ungheria (19)
- Uzbekistan (2)

### Discipline
Il programma olimpico prevedeva competizioni in 15 discipline:
| Disciplina              | Maschile | Femminile | Misti/Ambosessi | Totali |
| ----------------------- | -------- | --------- | --------------- | ------ |
| Biathlon                | 5        | 5         | 1               | 11     |
| Bob                     | 2        | 1         |                 | 3      |
| Combinata nordica       | 3        |           |                 | 3      |
| Curling                 | 1        | 1         | 1               | 3      |
| Freestyle               | 5        | 5         |                 | 10     |
| Hockey su ghiaccio      | 1        | 1         |                 | 2      |
| Pattinaggio di figura   | 1        | 1         | 3               | 5      |
| Pattinaggio di velocità | 7        | 7         |                 | 14     |
| Salto con gli sci       | 3        | 1         |                 | 4      |
| Sci alpino              | 5        | 5         | 1               | 11     |
| Sci di fondo            | 6        | 6         |                 | 12     |
| Short track             | 4        | 4         |                 | 8      |
| Skeleton                | 1        | 1         |                 | 2      |
| Slittino                | 1        | 1         | 2               | 4      |
| Snowboard               | 5        | 5         |                 | 10     |
| Totale (15 discipline)  | 50       | 44        | 8               | 102    |

### Calendario degli eventi
Quello che segue è il programma originario: durante la manifestazione, infatti, diverse gare di sci alpino, biathlon e snowboard hanno subito dei rinvii a causa del forte vento.
| CA | Cerimonia d'apertura | ● | Competizioni | GG | Gran galà di esibizione |  | Finali | CC | Cerimonia di chiusura |

| Febbraio                | Gio | Ven | Sab | Dom | Lun | Mar | Mer | Gio | Ven | Sab | Dom | Lun | Mar | Mer | Gio | Ven | Sab | Dom | Totale |
| Febbraio                | 8   | 9   | 10  | 11  | 12  | 13  | 14  | 15  | 16  | 17  | 18  | 19  | 20  | 21  | 22  | 23  | 24  | 25  | Totale |
| ----------------------- | --- | --- | --- | --- | --- | --- | --- | --- | --- | --- | --- | --- | --- | --- | --- | --- | --- | --- | ------ |
| Cerimonia d'apertura    |     | CA  |     |     |     |     |     |     |     |     |     |     |     |     |     |     |     |     |        |
| Biathlon                |     |     | 1   | 1   | 2   |     | 1   | 1   |     | 1   | 1   |     | 1   |     | 1   | 1   |     |     | 11     |
| Bob                     |     |     |     |     |     |     |     |     |     |     | ●   | 1   | ●   | 1   |     |     | ●   | 1   | 3      |
| Combinata nordica       |     |     |     |     |     |     | 1   |     |     |     |     |     | 1   |     | 1   |     |     |     | 3      |
| Curling                 | ●   | ●   | ●   | ●   | ●   | 1   | ●   | ●   | ●   | ●   | ●   | ●   | ●   | ●   | ●   | ●   | 1   | 1   | 3      |
| Freestyle               |     | ●   |     | 1   | 1   |     |     | ●   | 1   | 1   | 2   | ●   | 1   | 1   | 1   | 1   |     |     | 10     |
| Hockey sul ghiaccio     |     |     | ●   | ●   | ●   | ●   | ●   | ●   | ●   | ●   | ●   | ●   | ●   | ●   | 1   | ●   | ●   | 1   | 2      |
| Pattinaggio di figura   |     | ●   |     | ●   | 1   |     | ●   | 1   | ●   | 1   |     | ●   | 1   | ●   |     | 1   |     | GG  | 5      |
| Pattinaggio di velocità |     |     | 1   | 1   | 1   | 1   | 1   | 1   | 1   |     | 1   | 1   |     | 2   |     | 1   | 2   |     | 14     |
| Salto con gli sci       | ●   |     | 1   |     | 1   |     |     |     | ●   | 1   |     | 1   |     |     |     |     |     |     | 4      |
| Sci alpino              |     |     |     | 1   | 1   | 1   | 1   | 1   |     | 1   | 1   |     |     | 1   | 1   | 1   | 1   |     | 11     |
| Sci di fondo            |     |     | 1   | 1   |     | 2   |     | 1   | 1   | 1   | 1   |     |     | 2   |     |     | 1   | 1   | 12     |
| Short track             |     |     | 1   |     |     | 1   |     |     |     | 2   |     |     | 1   |     | 3   |     |     |     | 8      |
| Skeleton                |     |     |     |     |     |     |     | ●   | 1   | 1   |     |     |     |     |     |     |     |     | 2      |
| Slittino                |     |     | ●   | 1   | ●   | 1   | 1   | 1   |     |     |     |     |     |     |     |     |     |     | 4      |
| Snowboard               |     |     | ●   | 1   | 1   | 1   | 1   | 1   | 1   |     |     | ●   |     | ●   | ●   | 1   | 3   |     | 10     |
| Cerimonia di chiusura   |     |     |     |     |     |     |     |     |     |     |     |     |     |     |     |     |     | CC  |        |
| Finali                  | 0   | 0   | 5   | 7   | 8   | 8   | 6   | 7   | 5   | 9   | 6   | 3   | 5   | 7   | 8   | 6   | 8   | 4   | 102    |

## Risultati

### Medagliere
Di seguito le prime dieci posizioni del medagliere:
  Paese ospitante
| Pos. | Paese         | Oro | Argento | Bronzo | Totale |
| ---- | ------------- | --- | ------- | ------ | ------ |
| 1    | Norvegia      | 14  | 14      | 11     | 39     |
| 2    | Germania      | 14  | 10      | 7      | 31     |
| 3    | Canada        | 11  | 8       | 10     | 29     |
| 4    | Stati Uniti   | 9   | 8       | 6      | 23     |
| 5    | Paesi Bassi   | 8   | 6       | 6      | 20     |
| 6    | Svezia        | 7   | 6       | 1      | 14     |
| 7    | Corea del Sud | 5   | 8       | 4      | 17     |
| 8    | Svizzera      | 5   | 6       | 4      | 15     |
| 9    | Francia       | 5   | 4       | 6      | 15     |
| 10   | Austria       | 5   | 3       | 6      | 14     |

### Protagonisti
- Con le cinque medaglie conquistate, la fondista norvegese Marit Bjørgen supera il connazionale biatleta Ole Einar Bjørndalen e diviene l'atleta più medagliato della storia dei Giochi olimpici invernali.
- La ceca Ester Ledecká, campionessa di snowboard (prima nello slalom gigante parallelo), vince l'oro anche nel supergigante femminile dello sci alpino: è la prima atleta a riuscire in tale impresa.
- Anche l'olandese Jorien ter Mors riesce nell'impresa di andare a medaglia in due diverse discipline, il pattinaggio di velocità e lo short track.
- La britannica Lizzy Yarnold è la prima skeletonista ad aver doppiato il titolo olimpico, impresa mai riuscita nella specialità maschile.
- Il giapponese Yuzuru Hanyū è il primo pattinatore di figura a vincere due ori nel singolo maschile dalla vittoria di Richard Button a Oslo 1952.
- Il fondista svizzero Dario Cologna conquista per la terza volta consecutiva l'oro nella 15 km.
- Arianna Fontana, vincitrice di tre medaglie nello short track (oro sui 500 metri, argento in staffetta, bronzo sui 1500), diventa con 8 allori la seconda italiana più medagliata nei Giochi Olimpici Invernali e la più medagliata nella storia olimpica dello Short track femminile.